# Белорусский государственный медицинский университет
Белорусский государственный медицинский университет (бел. Беларускі дзяржаўны медыцынскі універсітэт) — ведущий медицинский университет Республики Беларусь.

## История
Как самостоятельное учебное заведение (под названием «Белорусский медицинский институт») основан в 1930 году на базе выделенного из состава БГУ медицинского факультета (создан при основании университета в 1921 году).
1925 год — состоялся первый выпуск врачей (диплом об окончании факультета получили 21 человек).
Во время Великой Отечественной войны институт временно (в 1943—1944 годах) работал в Ярославле, положив начало Ярославскому медицинскому институту.
1944 год — Белорусский (Минский) медицинский институт возвратился на своё прежнее место в город Минск.
1946 год — создано студенческое научное общество.
В марте 1947 года решением Совета Министров СССР переименован в Минский медицинский институт.
С 1954 года в университете функционирует Центральная научно-исследовательская лаборатория (ЦНИЛ).
1960 год — организован стоматологический факультет.
1964 — начато преподавание на педиатрическом и санитарно-гигиеническом факультетах.
1964 — начата подготовка иностранных граждан на лечебном факультете института.
В 1971 году — за заслуги в подготовке кадров, развитие здравоохранения и медицинской науки Минский государственный медицинский институт Указом Президиума Верховного Совета СССР награждён Орденом Трудового Красного Знамени.
1975 — открыт медицинский факультет иностранных учащихся.
1995 — в составе института организован военно-медицинский факультет.
В 2001 году институт был переименован в Белорусский государственный медицинский университет.
Сентябрь 2011 года — был открыт фармацевтический факультет.
В декабре 2011 г. университет прошёл сертификацию на соответствие требованиям СТБ ISO 9001-2009 и DIN EN ISO 9001:2008.
В 2012 году ЦНИЛ был реорганизован в Научно-исследовательскую часть с 6 научными лабораториями и 8 научными группами в составе около 100 научных сотрудников и лаборантов.
В 2014 году агентство «Эксперт РА» присвоило ВУЗу рейтинговый класс «C», означающий «высокий уровень» подготовки выпускников.

### 2020—2021
Во время протестов после президентских выборов 2020 года в БГМУ прошли волнения. 26 октября на призыв Светланы Тихановской часть студентов присоединилась к общенациональной забастовке. На следующий день Александр Лукашенко потребовал отчислять всех студентов и увольнять преподавателей, которые принимают участие в несанкционированных акциях. 28 октября 15 студентов (10 с лечебного и 2 с педиатрического факультетов) были отчислены с формулировкой «за нарушение общественного порядка».
21 июня 2021 года ректор Сергей Рубникович был включён в «Чёрный список ЕС». Согласно решению ЕС, Рубникович «несёт ответственность за решение администрации университета исключить студентов за участие в мирных акциях протеста», постановления о чём были приняты после призыва Лукашенко 27 октября 2020 года исключать студентов университетов, которые участвуют в акциях протеста и страйках, — репрессии против гражданского общества и поддержку режима Лукашенко.

## Описание
См. также: Комплекс зданий Белорусского государственного медицинского университета
На 72 кафедрах университета обучаются 7046 студентов, 68 аспирантов и 286 клинических ординаторов, в том числе 808 иностранных студентов и 74 иностранных клинических ординатора.
Профессорско-преподавательский состав включает примерно 880 преподавателей, из них более 64 % имеют ученую степень. В БГМУ преподают 3 члена-корреспондента НАН Беларуси; 12 лауреатов Государственных премий СССР, БССР и Республики Беларусь; 12 заслуженных деятелей науки БССР (Республики Беларусь); 3 заслуженных врача БССР (Республики Беларусь); 1 заслуженный работник образования Республики Беларусь и 1 заслуженный работник здравоохранения Республики Беларусь. Более 350 сотрудников клинических кафедр имеют высшую врачебную категорию.
В университете в среднем ежегодно сотрудниками и аспирантами университета защищается 3 докторских и около 30 кандидатских диссертаций.
Более 2000 иностранных граждан из более 60 стран мира обучаются в БГМУ.
В 2022 году БГМУ получил международную институциональную и программную аккредитацию специальностей «лечебное дело», «стоматология» и «фармация», которая подтвердила соответствие деятельности университета и реализуемых образовательных программ требованиям стандартов Всемирной федерации медицинского образования (WFME). БГМУ аккредитован на максимальный срок – 5 лет с возможностью последующего продления.
В БГМУ действует совместный белорусско-израильский проект по обучению граждан Израиля по сокращённой 4-годичной программе на английском языке. Программа предназначена для граждан Государства Израиль, имеющих высшее образование по смежным медико-биологическим специальностям. Также в рамках проекта обучаются граждане Израиля по 6-ти годичной программе.

## Факультеты
В составе университета в настоящее время существует 7 факультетов и 3 института:
- Лечебный факультет
- Медико-профилактический факультет
- Педиатрический факультет
- Стоматологический факультет
- Медицинский факультет иностранных учащихся
- Фармацевтический факультет
- Факультет профориентации и довузовской подготовки
- Институт повышения квалификации и переподготовки кадров здравоохранения.
- Военно-медицинский институт
- Научно-исследовательский институт экспериментальной и клинической медицины

## Ректоры
Ректоры Белорусского медицинского университета:
- Кроль, Михаил Борисович, декан медицинского факультета БГУ (1921—1930), ректор Белорусского медицинского института (1930—1932) — невропатолог, заслуженный деятель науки БССР, академик АН БССР, член-корреспондент АН СССР, доктор медицинских наук, профессор.
- Богданович, Михаил Онуфриевич, ректор Белорусского медицинского института (1933—1934) — терапевт, кандидат медицинских наук, доцент.
- Монахов, Кондратий Кондратьевич, ректор Белорусского медицинского института (1934—1937) — невропатолог, организатор здравоохранения, доктор медицинских наук, профессор.
- Шульц, Файвель Яковлевич, ректор Белорусского медицинского института (1937—1941) — хирург, организатор здравоохранения, заслуженный врач БССР.
- Могилевчик, Захар Кузьмич, ректор Белорусского (в Ярославле), Минского медицинского института (1943—1953 гг.) Гигиенист, заслуженный деятель науки БССР, член-корреспондент АМН СССР, доктор медицинских наук, профессор.
- Стельмашонок, Иван Моисеевич, ректор Минского медицинского института (1953—1961) — хирург, заслуженный врач БССР, кандидат медицинских наук, доцент.
- Ключарёв, Александр Александрович, ректор Минского медицинского института (1961—1986) Инфекционист, заслуженный деятель науки БССР, доктор медицинских наук, профессор.
- Кубарко, Алексей Иванович, ректор Минского ордена Трудового Красного Знамени медицинского института (1986—1997 физиолог, заслуженный деятель науки РБ, доктор медицинских наук, профессор.
- Беспальчук, Павел Иванович, ректор Минского ордена Трудового Красного Знамени медицинского института (1997—2001), Белорусского государственного медицинского университета (2001—2009) Травматолог-ортопед, кандидат медицинских наук, доцент.
- Сикорский, Анатолий Викторович, ректор Белорусского государственного медицинского университета (2009—2020) Педиатр, кандидат медицинских наук, доцент.
- Рубникович, Сергей Петрович (с 21 сентября 2020), ректор Белорусского государственного медицинского университета, главный внештатный стоматолог Министерства здравоохранения Республики Беларусь[10], член-корреспондент Национальной академии наук Беларуси, доктор медицинских наук, профессор[11] .